# Ещё вчера
«Ещё вчера» (яп. おもひでぽろぽろ Омоидэ поро поро, «Капельки воспоминаний») — полнометражный аниме-фильм, выпущенный студией Ghibli в 1991 году режиссёрами Исао Такахатой и Хаяо Миядзаки. Экранизация одноимённой манги 1982 года Хотару Окамото и Юко Тонэ.
Данное аниме стало редким случаем в истории японской анимации, когда для половины сцен (вся сюжетная линия с главной героиней во взрослых годах) голоса персонажей были записаны заранее, благодаря чему аниматорам удалось придать персонажам более естественную мимику.

## Сюжет
Двадцатисемилетняя девушка Таэко отправляется из Токио, где она живёт, в деревню к родственникам, чтобы помочь им со сбором шафрана. Во время этого путешествия она часто мысленно возвращается в детство, в то время, когда училась в пятом классе. Она вновь и вновь переживает давние открытия, весёлые и трудные моменты своей детской жизни. Кажется, что Таэко ещё не нашла своё место в жизни и это летнее путешествие поможет ей разобраться в себе.
Оригинальная манга Окамото и Тонэ представляла собой сборник коротких историй о детских годах Таэко в Японии 1966 года. Вся сюжетная линия про шафран, взрослую жизнь Таэко, её поездку в деревню и влюблённость в Тосио, была придумана Исао Такахатой специально для экранизации.

## Сэйю
- Мики Имаи — Таэко Окадзима
- Ёко Хонна — Таэко в детстве
- Тосиро Янагиба — Тосио
- Митиэ Тэрада — Мать Таэко
- Масахиро Ито — Отец Таэко
- Тиэ Китагава — Бабушка Таэко
- Ёриэ Ямасита — Нанако Окадзима
- Юки Минова — Яэко Окадзима
- Маюми Иидзука — Цунэко Тани
- Мэи Оситани — Айко
- Мэгуми Коминэ — Токо
- Юкиё Такидзава — Риэ
- Масаси Исикава — Су
- Юки Масуда — Хирота
- Хиродзуми Сато — Абэ
- Кодзи Гото — Кадзуо
- Сатико Исикава — Киёко
- Масако Ватанабэ — Наоко
- Син Ито — Баття
- Такако Сэндо — Мать Тосио
- Ёсихиро Фурубаяси — Служащий вокзала

## История создания
Хаяо Миядзаки, один из основателей Studio Ghibli и продюсер картины, был заинтригован сюжетом манги, однако посчитал, что не справится с адаптацией этой истории в фильм, но идея оставалась в его уме, пока он снимал другие детские фильмы, такие как «Мой сосед Тоторо». В итоге он поделился идеей с Такахатой.
Действие фильма происходит в районе Такасэ города Ямагата, префектура Ямагата. Изображения станции Такасэ (а также станции Ямадера) линии Сензан Японских железных дорог (в настоящее время JR East) занимают важное место в фильме. С тех пор станция была перестроена, однако её общий облик остался практически неизменным. По ходу фильма герои посещают известные местные достопримечательности, в том числе курорт на горе Зао.
В «Ещё вчера» в отличие от типичного японского стиля анимации, персонажи имеют более реалистичные выражения лица и мимику. Это было достигнуто благодаря тому, что сначала сэйю записали свои роли и только потом аниматоры подогнали анимацию под произнесённый диалог — обычно в японской анимации принято записывать озвучку после. Такахата также просил сэйю записать некоторые диалоги совместно и затем использовал кадры с этих записей в качестве руководства для аниматоров. Однако сцены из детства Таэко были анимированы до записи голосов, что создаёт контраст между аниме-стилем сцен изображающих её детство и сцен из взрослой «реальности», которая обрамляет их.
Сцены, происходящие в 1966 году с 10-летней Таэко, взяты из сюжета манги, в то время как сцены со взрослой Таэко были созданы специально для фильма. Такахата столкнулся с трудностями при адаптации эпизодической манги в полнометражный фильм, и поэтому он придумал обрамляющее повествование, в котором взрослая Таэко отправляется в деревню и влюбляется в Тосио.
В фильме повторяется восточноевропейская тема, особенно в саундтреке, отражающем крестьянский образ жизни, всё ещё присутствующий в этой местности, и параллели, которые он проводит с японской сельской жизнью. В фильме также есть сцена, где Таэко вспоминает любимое кукольное шоу Остров плавающей тыквы (яп. ひょっこりひょうたん島, Хёккори Хётан Дзима), которое было реальным кукольным шоу, транслировавшимся каждый будний день на NHK с 1964 по 1969 год.

## Саундтрек
Саундтрек к фильму был выпущен 25 июля 1991 года компанией Tokuma Shoten. Музыка альбома состоит из нескольких восточноевропейских песен на болгарском, венгерском, итальянском и румынском языках.
Музыка в фильме проводит параллель между восточноевропейским крестьянским образом жизни и японской сельской жизнью. В фильме неоднократно звучат народные песни этой местности. Так, «Frunzuliță Lemn Adus Cântec De Nuntă» — румынская песня в жанре фолк, написанная Георге Замфиром, неоднократно звучит в фильме во время пейзажных сцен, например, во время прибытия на ферму. В фильме также звучит венгерская музыка: в сцене, где Таэко обедает, используются такие музыкальные произведения, как «Венгерский танец № 5» Брамса, а когда Таэко едет в машине с Тосио звучит «Teremtés» в исполнении Марты Шебештьен и Muzsikás. В саундтреке также использована болгарская фольклорная музыка. Когда Таэко находится на поле, сначала звучит «Дилмано, дилберо», а затем «Малка мома двори мете» — это типичные болгарские фольклорные песни, и текст обеих связан с темами, затронутыми в фильме, — жизнью крестьян и браком.
В конце заключительных титров фильма звучит трек «Ai wa Hana, Kimi wa Sono Tane» — японоязычная версия песни «The Rose», американской певицы Аманды Макбрум, которую исполнила Харуми Мияко в переводе Кацу Хоси.

### Список композиций
| №                   | Название                                                                            | Длительность |
| ------------------- | ----------------------------------------------------------------------------------- | ------------ |
| 1.                  | «Mein Tēma (яп. メイン・テーマ)»                                                    | 1:46         |
| 2.                  | «Santora (яп. サントラ)»                                                            | 1:20         |
| 3.                  | «Maimu Maimu (яп. マイム・マイム)»                                                  | 2:50         |
| 4.                  | «Hoshinofuramenko (яп. 星のフラメンコ)»                                             | 2:51         |
| 5.                  | «O Hana-han (яп. おはなはん)»                                                       | 1:25         |
| 6.                  | «Hyokkori Hyoutanjima (яп. ひょっこりひょうたん島)»                                 | 1:04         |
| 7.                  | «Kokekokko no Uta (яп. コキコッコのうた)»                                           | 0:59         |
| 8.                  | «Pua Bōi (яп. プア・ボーイ)»                                                        | 1:39         |
| 9.                  | «Hyokkorihyōtanjima Endingu Tēma (яп. ひょっこりひょうたん島 エンディング・テーマ)» | 1:10         |
| 10.                 | «Omoidenonagisa (яп. 思い出の渚)»                                                   | 0:42         |
| 11.                 | «Tōkyō Burūsu (яп. 東京ブルース)»                                                   | 0:30         |
| 12.                 | «Damatte Ore ni Tsuite Koi (яп. だまって俺について来い)»                            | 0:17         |
| 13.                 | «Sayonara ha Dansu no Ato ni (яп. さよならはダンスの後に)»                          | 1:24         |
| 14.                 | «Suki ni Natta Hito (яп. 好きになった人)»                                           | 0:37         |
| 15.                 | «Omohide Poro Poro (яп. おもひでぽろぽろ)»                                          | 1:02         |
| 16.                 | «Teremtés»                                                                          | 4:03         |
| 17.                 | «Fovum Azénekem»                                                                    | 2:11         |
| 18.                 | «Hajnali Nóta»                                                                      | 2:30         |
| 19.                 | «Frunzulită Lemn Adus (緑の葉はそよぐ)»                                             | 1:32         |
| 20.                 | «Cîntec De Nunta (結婚のうた)»                                                      | 2:49         |
| 21.                 | «Stornelli»                                                                         | 3:11         |
| 22.                 | «Ame no Benihana-zumi (яп. 雨の紅花摘み)»                                           | 1:35         |
| 23.                 | «Teema Barieeshon Abe-kun (яп. テーマ・バリエーショオン・あべくん)»                 | 1:46         |
| 24.                 | «Ai wa Hana, Kimi wa Sono Tane (яп. 愛は花、君はその種子)»                          | 4:00         |
| Общая длительность: | Общая длительность:                                                                 | 44:12        |

## Критика
«Ещё вчера» стал лидером японского кинопроката в 1991 году, собрав 3,18 млрд иен. Фильм получил широкое признание критиков. Американский кинокритик Роджер Эберт дал фильму очень благоприятный отзыв в своем эссе об аниме и других работах Studio Ghibli, назвав его «трогательной и меланхолично медитативной историей о жизни одной и той же женщины в возрасте 10 и 27 лет». Николас Рапольд из The New York Times дал фильму положительную рецензию, написав: «Психологически острый фильм Такахаты, основанный на манге, кажется, становится все более сильным, по мере того как взрослая Таэко приходит к более глубокому пониманию того, чего она хочет и как она хочет жить». Кинокритик и журналист Гленн Кенни дал фильму такую же положительную рецензию, сказав: «Как и „Кагуя“, он демонстрирует очень чувственное и эмпатичное отношение к положению женщин в японском обществе — но это также и захватывающее произведение искусства само по себе».

## Награды и номинации
| Награды и номинации фильма «Ещё вчера» | Награды и номинации фильма «Ещё вчера» | Награды и номинации фильма «Ещё вчера» | Награды и номинации фильма «Ещё вчера» | Награды и номинации фильма «Ещё вчера» | Награды и номинации фильма «Ещё вчера» |
| Год                                    | Кинофестиваль / кинопремия             | Категория / награда                    | Результат                              | Прим.                                  |                                        |
| -------------------------------------- | -------------------------------------- | -------------------------------------- | -------------------------------------- | -------------------------------------- | -------------------------------------- |
| 1991                                   | Golden Gross Prize                     | Премия за выдающиеся достижения        | Победа                                 | [ 16 ]                                 |                                        |
| 1992                                   | Премия Японской киноакадемии           | Премия за популярность                 | Победа                                 | [ 17 ]                                 |                                        |